# 2022년 부천국제판타스틱영화제
제26회 부천국제판타스틱영화제는 2022년 7월에 개최된 영화제이다.

## 수상 및 후보

### 부천 초이스: 장편 작품상
- 유 원트 비 얼론 - 고란 스톨레브스키 수상

### 부천 초이스: 장편 감독상
- 스픽 노 이블 - 크리스티안 타프드럽 수상

### 부천 초이스: 장편 감독상 특별언급
- 납골당 - 미셸 가르자 세르베라 수상

### 부천 초이스: 장편 심사위원 특별상
- 베스퍼 - 크리스티나 부오지테 외 1명 수상

### 부천 초이스: 장편 관객상
- 씨씨 - 한나 발로우 외 1명 수상

### 코리안 판타스틱: 장편 작품상
- 신체모음.zip - 최원경 외 5명 수상

### 코리안 판타스틱: 장편 감독상
- 다섯 번째 흉추 - 박세영 수상

### 코리안 판타스틱: 장편 배우상
- 썬더버드 - 서현우 수상
- 하얀 차를 탄 여자 - 정려원 수상

### 코리안 판타스틱: 장편 배우상 심사위원 특별언급
- 옆집사람 - 오동민 수상

### 코리안 판타스틱: 장편 관객상
- 다섯 번째 흉추 - 박세영 수상

### 코리안 판타스틱: 장편 왓챠가 주목한 장편
- 썬더버드 - 이재원 수상
- 하얀 차를 탄 여자 - 고혜진 수상

### 코리안 판타스틱: 단편 작품상
- 각질 - 문수진 수상

### 코리안 판타스틱: 단편 심사위원 특별언급
- 이방인 - 송원찬 수상

### 코리안 판타스틱: 단편 관객상
- 이방인 - 송원찬 수상

### 코리안 판타스틱: 왓챠가 주목한 단편상
- 바르도 - 정지현 수상
- 빨간 마스크 KF94 - 김민하 수상
- 이방인 - 송원찬 수상
- 제임스의 영어학원 - 김권환 수상
- 하산 - 김준 수상

### 부천 초이스 작품상(단편)
- 혼자가 아닌 세상의 루시엔 - 제오르디 쿠투리오 수상

### 부천 초이스 심사위원상(단편)
- 모기장 - 누하쉬 후마윤 수상

### 부천 초이스 관객상(단편)
- 일벌의 브루탈리아 - 마놀리스 마브리스 수상

### 멜리에스국제영화제연맹(MIFF) 아시아 영화상
- 도쿄불바다 - 니노미야 켄 수상

### 넷팩상
- 지옥의 화원 - 세키 카즈아키 수상

### NH농협 배급지원상
- 다섯 번째 흉추 - 박세영 수상
- 옆집사람 - 염지호 수상

### 저 세상 패밀리상
- 뽀로로 극장판 드래곤캐슬 대모험 - 강승훈 외 1명 수상

### 부천 초이스(장편)
- 외계인 아티스트 - 호야 세이요
- 납골당 - 미셸 가르자 세르베라
- 라 피에타 - 에두아르도 카사노바
- 씨씨 - 한나 발로우 외 1명
- SLR - 러트시리 분미 외 1명
- 사회적 거리두기 - 질렛 렁
- 스픽 노 이블 - 크리스티안 타프드럽
- 베스퍼 - 크리스티나 부오지테 외 1명
- 어미 - 파자르 누그로스
- 혼자가 아닌 - 고란 스톨레브스키

### 부천 초이스(단편)
- 버드 우먼 - 오오하라 토키오
- 일벌의 브루탈리아 - 마놀리스 마브리스
- 히디어스 - 얀 곤잘레즈
- 퍼펙트 시티: 더 마더 - 조생위
- 당신이 자는 동안 - 알렉스 포포노프
- 혼자가 아닌 세상의 루시엔 - 제오르디 쿠투리오
- 모기장 - 누하쉬 후마윤
- 가래 - 잔-데이비드 볼트
- 인형놀이 - 마리아 마티네즈 바요나
- 와르샤 - 데니아 브데어

### 코리안 판타스틱: 장편경쟁
- 신체모음.zip - 최원경 외 5명
- 카브리올레 - 조광진
- 치악산 - 김선웅
- 다섯 번째 흉추 - 박세영
- 양치기 - 손경원
- 마인드 유니버스 - 김진무
- 옆집사람 - 염지호
- 썬더버드 - 이재원
- 검치호 - 이강욱
- 하얀 차를 탄 여자 - 고혜진

### 코리안 판타스틱: 시리즈 킬러
- 테이스츠 오브 호러 - 딩동 챌린지 - 안상훈
- 테이스츠 오브 호러 - 배달완료 - 임대웅
- 테이스츠 오브 호러 – 식탐 - 채여준
- 테이스츠 오브 호러 - 금니 - 윤은경
- 테이스츠 오브 호러 - 헤이, 마몬스 - 안상훈
- 테이스츠 오브 호러 – 잭팟 - 채여준
- 테이스츠 오브 호러 - 네발 달린 짐승 - 윤은경
- 테이스츠 오브 호러 - 재활 - 임대웅
- 테이스츠 오브 호러 – 입주민 전용 헬스장 - 김용균
- 테이스츠 오브 호러 - 똑딱똑딱 - 김용균
- 괴이 - 장건재
- 씬: 괴이한 이야기 - 전두관
- 전체관람가+:숏버스터 - 우라까이 하루끼 - 김초희
- 전체관람가+:숏버스터 - 부스럭 - 이태안 외 1명
- 전체관람가+:숏버스터 - 잇츠 올라잇 - 주동민
- 전체관람가+:숏버스터 - 지뢰 - 김곡 외 1명
- 전체관람가+:숏버스터 - 불침번 - 류덕환
- 전체관람가+:숏버스터 - 미지의 세계 시즌투에피원 - 윤성호
- 전체관람가+:숏버스터- 스쿨카스트 - 곽경택
- 전체관람가+:숏버스터 - 평행관측은 6살부터 - 홍석재

### 코리안 판타스틱: 단편
- 존재의 집 - 정유미
- 각질 - 문수진
- 이방인 - 송원찬
- 좀! - 김유준 외 1명
- AMEN A MAN - 김경배
- 바르도 - 정지현
- 발복 - 박소연
- 리뷰왕 장봉기 - 신기헌
- 춥다 - 원유
- 영화전대 춘화레인저 - 안정민
- 박영길 씨와의 차 한 잔 - 유우일
- 사라지는 것들 - 김창수
- 가을바람 불르면 - 박찬호
- 상실의 집 - 전진규
- 빨간 마스크 KF94 - 김민하
- 당신의 아이 - 홍선영
- 매드맥스
- 사형에 이르는 병 - 시라이시 카즈야
- 린치 / 오즈 - 알렉산더 O. 필립
- 매드 갓 - 필 티페트
- 두더지의 노래 파이널 - 미이케 다카시
- 노이즈 - 히로키 류이치
- 음모론의 단서 - 저스틴 벤슨 외 1명
- 베네치아프레니아 - 알렉스 드 라 이글레시아
- 유령의 핸드폰 - 대니 팽
- 아드레날린 라이드
- 둘이서 - 에밀리 베넷 외 1명
- 예의없는 것들 - 찰스 도프만
- 목숨 건 스트리밍 - 조셉 윈터 외 1명
- 딥 피어 - 그레고리 베깅
- 악마의 속임수 - 카비르 바티아
- 시리얼 킬러 - 라도 크바타냐
- 패밀리 디너 - 피터 헝글
- 새로운 시대: 악의 도시 - 에밀리 벨리비스
- 옥수역 귀신 - 정용기
- 헬벤더 - 존 아담스 외 2명
- 홈바운드 - 세바스찬 고드윈
- 히포콘드리악 - 애디슨 하이만
- 밤 저편으로의 여행 - 카야노 다카유키
- 뱀파이어 구하기 - 코너 맥마혼
- 멜키오르의 살인수첩 - 엘모 누가넨
- 더 패신저 - 페르난도 곤잘레즈 고메즈 외 1명
- 복신범 - 샤오 아오자류
- 리루트 - 로렌스 파자르도
- 곡비 - 로버트 자바즈
- 살룸 - 장 뤽 에르뷜로
- 날 것이 맛있어 - 파브리스 에보우에
- 오컬트 이야기 - 프룻 첸 외 1명
- 오컬트 이야기2 - 프랭크 후이 외 2명
- 조시아가 본 것 - 빈센트 그래쇼
- 메탈 누아르
- 학교습격 - 아딜칸 에르자노프
- 젠틀 - 라즐로 추야 외 1명
- 그랑 쥬테: 은밀한 몸짓 - 이사벨 스테버
- 침잠 - 니콜라스 포스틸리오네
- 인 드림 - 신재호
- 도쿄불바다 - 니노미야 켄
- 그들 사이의 기적 - 보그단 죠지 아페트리
- 달리는 여자 - 안드루스 블라제비시우스
- 스쿨마스터 게임 - 일바 포너
- 미증유 - 쿠도 마사아키
- 잘라바 - 아살란 아미리
- 만주의 호랑이 - 겅준
- 메리 고 라운드
- 걸스 인 더 케이지 - 김선웅
- 화난 아들 - 이이즈카 카쇼
- 아라시 20주년 투어 콘서트 5X20 - 츠츠미 유키히코
- 신도들 - 히데오 조조
- 반신: 전설의 시작! - 후앙 웬 창
- 듀얼: 나를 죽여라 - 릴리 스턴즈
- 여배우, 레슬링하다! - 줄리안 저우
- 가라 소년들이여! - 에릭 맥에버
- 1980 반짝반짝 이탈로디스코 - 알레산드로 멜라치니
- 잔고: 분노의 적자 - 백승기
- 진주의 진주 - 김록경
- 킹 나이트 - 리처드 베이츠 주니어
- 지옥의 화원 - 세키 카즈아키
- 플리즈 베이비 플리즈 - 아만다 크레이머
- 연못괴담 - 웨이-하오 청
- 포프란: 사라진 X를 찾아서 - 우에다 신이치로
- 링 완더링 - 카네코 마사카즈
- 청춘시련 - 호위딩
- 기묘한 형제 - 스캇 프렌드
- 울트라사운드 - 롭 슈로더
- 궁지에 몰린 쥐는 치즈 꿈을 꾼다 - 유키사다 이사오
- 저 세상 패밀리
- 드래곤 프린세스 - 장-자크 드니 외 1명
- 요괴대전쟁: 가디언즈 - 미이케 다카시
- 학교에 가고싶어 - 이슈라트 칸
- 크리스마스 마녀의 전설 - 파올라 랜디
- 마이카: 외계에서 온 소녀 - 함 트란
- 뽀로로 극장판 드래곤캐슬 대모험 - 강승훈 외 1명

### 스트레인지 오마쥬
- 악은 악으로 - 월트 데이비스
- 소사이어티 - 브라이언 유즈나
- 천년환생 - 남기남
- 데이곤 - 스튜어트 고든
- 시실리 2km - 신정원
- 조 다마토의 붉은 지옥 - 만리오 고마라스카 외 1명
- 붉은 장미의 추억 - 백재호
- 엑스라지
- 어둠사이 - 우제승
- 빛을 찾아서 - 가브리엘 캄포이 외 1명
- 인형 이야기 - 박세홍
- 좀비가 사는 법 - 아르노 바우어
- 탑 중의 탑 - 박은새
- 케이지 - 안드레아스 바르사코풀로스
- 부부 - 김민훈
- 너의 이름은. 피터 - 제럴드 B. 필모어
- 천국의 문 - 김규태
- 카메라는 시선이다 - 캐슬린 부
- 도우미 - 샘 맥스
- 총을 든 자매님 - 야지드 수하이미
- 기형종 - 변정원
- 삼인방 - 이건희
- 집으로 가는 길 - 차은빈
- 크리처 - 마리아 실비아 에스테베
- 숨을 멈춰 - 밀라드 나심 소반
- 달려라 정이 - 박나나
- 구인 - 안상욱
- 언니에게 - 김신호산
- 위대한 클러크 - 정기연
- 가리워진 길 - 김철휘
- 키스미이프유캔 - 김민지
- 루이나 - 프랭크 루카스
- 벽 #4 - 루카스 캠프
- 키보드 워리어 - 레오 리우
- 인간이 싫다던 부모님 처음 인간 본 반응 - 윤지혜
- 서커 - 알릭스 오스틴
- 초월 - 정효성
- 어-푸! - 박동채
- 빈 집 - 정다해
- 인사이드 요코 - 레오 베르네 외 1명
- 쿠키 커피 도시락 - 강민지 외 3명
- 벽돌로 쌓은 집 - 아난스 수브라마니암
- 권법대첩 -

### 이위상
- 영매 - 존 루크 미라플로어
- 데드악셀 - 김찬영
- 다이아몬드를 찾아서 - 베드란 루픽
- 그 새끼를 죽일 수만 있다면 - 표국청
- 제임스의 영어학원 - 김권환
- 어머, 그 남자가 임신했어요! - 토마스 룬드
- 저주소년 - 김진만 외 1명
- 하산 - 김준
- 어두워질 때 - 피라스 아부 파커 외 1명
- 찬란한 응징 - 안토니오 마르치알레
- 맛을 본 여자 - 캐롤라인 린디
- 모서리 - 송희숙
- 크로스 - 장민혜
- 렛츠 킬 - 맥스 글레스친스키
- 방문자 - 우가나 켄이치
- 속죄 - 카베 아카버
- 붐-붐 뱅-뱅 - 알렉산더 비그노
- 무두인 - 백배승
- 사람이 아닌 - 전성열
- 리리카의 별 - 시오타 토키토시
- 20세기 비디오숍 - 안드레아스 키리아코
- 너무 뜨거운 바람 - 서상우
- 스톤하트 - 양수희
- 스왈로우 - 나카니시 마이
- 외계와의 조우 - 루카스 파라
- 내 목소리를 들어줘 - 리녠슈
- 러브빌런 - 이옥섭
- 대리운전 브이로그 - 구교환
- 심연 - 문근영
- 현재진행형 - 문근영
- 꿈에 와줘 - 문근영

### 특별전- 설경구는 설경구다
- 박하사탕 - 이창동
- 공공의 적 - 강우석
- 오아시스 - 이창동
- 실미도 - 강우석
- 감시자들 - 조의석 외 1명

### 불한당: 나쁜 놈들의 세상
- 변성현
- 자산어보 - 이준익

### Beyond Reality
- 시네마테크 - 박선주
- 계속된다: 39+1, 한국영화아카데미
- 들개 - 김정훈
- 소셜포비아 - 홍석재
- 수성못 - 유지영
- 죄 많은 소녀 - 김의석
- 클라이밍 - 김혜미
- 눈물 - 부지영
- 배낭을 멘 노인 - 박현경 외 1명
- 나의 작은 인형상자 - 정유미
- 여고생이다 - 박지완
- 남매의 집 - 조성희
- 숲 - 엄태화
- 주희 - 허정
- 침입자 - 박근범
- 초능력자 - 권만기
- 오징어 - 이상학
- 홈 - 김보솔
- ㅈ교생 - 김경연
- Boys, Be, Love
- 메타모르포제의 툇마루 - 카리야마 슌스케
- 체리마호: 30살까지 동정이면 마법사가 될 수 있대 - 카자마 히로키
- 오션라이크미 - 이수지
- 하숙집오!번지 - 박은주
- Semantic Error - 김수정
- 그녀가 좋아하는 것은 - 구사노 쇼고